# Speltmel
Speltmel er de formalede kerner af hvedesorten spelt (Triticum spelta). Hvis melet er befriet for rester af kim og skaller kaldes det for sigtet. Hvis disse rester stadig er bevaret i melet kaldes det fuldkornsmel.
Af fuldkornsspeltmel kan fremstilles:
- Speltbrød